# Panyaksagan
Panyaksagan is een bestuurslaag in het regentschap Bangkalan van de provincie Oost-Java, Indonesië. Panyaksagan telt 3927 inwoners (volkstelling 2010).